# Pseudo-dyslexie
Pseudo-dyslexie is een benaming voor leesproblemen die onterecht als dyslexie worden gediagnosticeerd. 

## Inleiding
In Nederland zouden 8% van de kinderen die als dyslectisch worden gediagnosticeerd niet dyslectisch zijn. Het zijn kinderen die grote moeite hebben met lezen of spelling. Bij deze kinderen wordt ook wel van pseudo-dyslecten gesproken. Het verschijnsel ‘pseudo-dyslexie’ wordt door sommige wetenschappers verklaard  door het te gemakkelijk afgeven van dyslexieverklaringen.

## Onderzoek
Het ministerie van Onderwijs heeft onderzoek gedaan en daaruit blijkt dat er te veel leerlingen met een dyslexieverklaring zijn. In 2017 legden 15% van de leerlingen examen af met een verklaring voor dyslexie of dyscalculie. Kees Vernooy, een autoriteit op het gebied van leesonderwijs, relativeert de cijfers. Slechts 3 tot 5 procent van de leerlingen zijn volgens hem werkelijk dyslectisch. "De rest zijn pseudo-dyslecten".

## Gebrekkige didactiek
De orthopedagoge Adriana Bus stelde reeds in de jaren '80 vast dat verkeerde leesdidactiek tot leesproblemen leidt die op dyslexie lijken. In 2005 refereerde Bus nogmaals naar dat onderzoek bij haar aanstelling als hoogleraar aan de Universiteit van Leiden: 'Ik had aangetoond dat een gebrekkige foneemtraining resulteert in pseudo-dyslexie.'
In dezelfde lijn zegt hoogleraar Anna Bosman van de Radboud Universiteit in Nijmegen dat dyslexie het gevolg is van slecht onderwijs. Bosman twijfelt aan het bestaan van dyslexie.